# Sansa Airlines
SANSA Airlines (Servicios Aéreos Nacionales SA) è una compagnia aerea con sede a San José, nella Costa Rica. Gestisce un servizio di linea passeggeri come parte del sistema di compagnie aeree regionali TACA Airlines ed era una sussidiaria di Avianca Costa Rica. Il suo hub è l'Aeroporto Internazionale Juan Santamaria.

## Storia
La compagnia aerea è stata fondata nel 1978 come filiale nazionale di LACSA.

## Flotta
Da settembre 2020 la flotta di Sansa Airlines comprende 12 Cessna 208B Grand Caravan.
Negli anni ha impiegato modelli di aerei come i Douglas DC-3, i Boeing 737-300 e CASA C-212 Aviocar.

## Incidenti

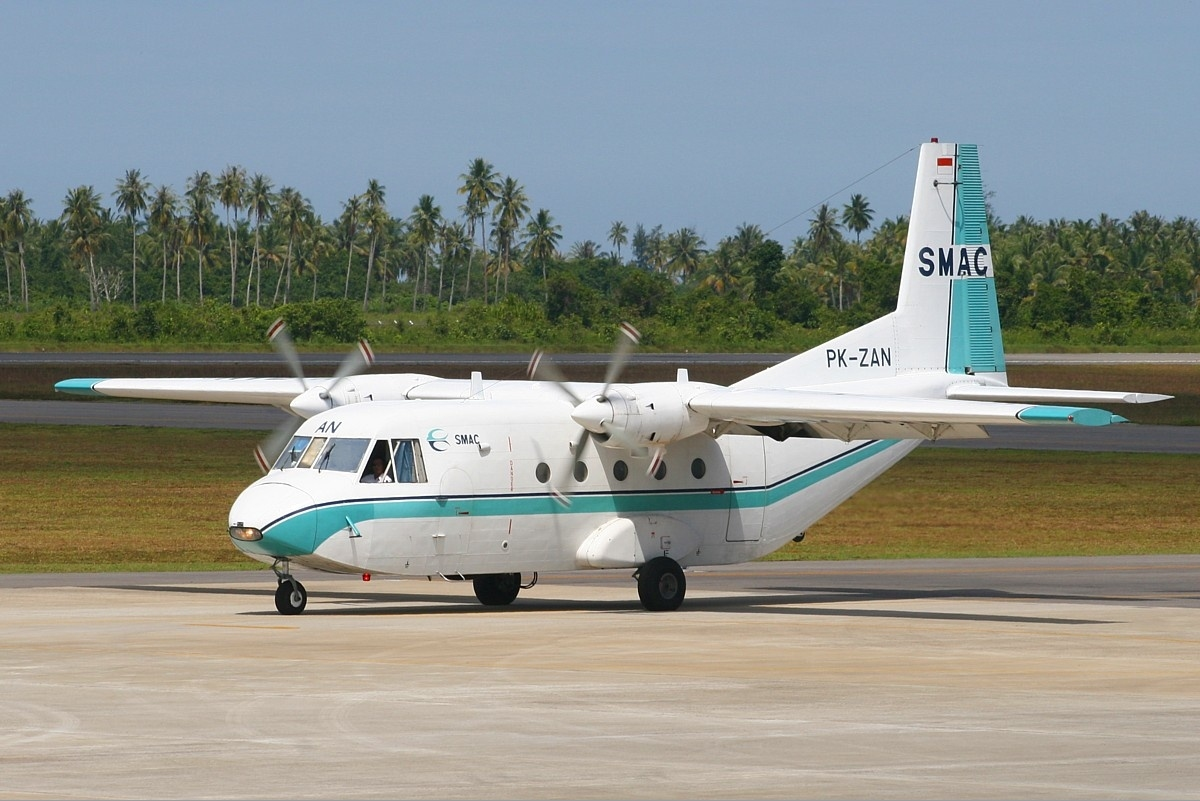
Un Aviocar simile a quello precipitato nel 1990

- 19 aprile 1984 - Un Douglas DC-3 (immatricolato TI-SAA), un volo charter proveniente da San Andrés, Colombia, si schiantò sul "Cerro Santa Rosa" (versante nord-ovest del vulcano Irazú), con la morte di tutte e 4 le persone sul velivolo.[3]
- 16 gennaio 1990 - Il volo SANSA 32, un CASA C-212 Aviocar, si schiantò contro il Cerro Cedral, una montagna in Costa Rica, dopo il decollo dall'aeroporto internazionale Juan Santamaría di San José. Tutti i 20 passeggeri e i 3 membri dell'equipaggio a bordo morirono nello schianto.[4]
- 26 agosto 2000 - Un Cessna 208B Grand Caravan si schiantò contro il vulcano Arenal, un vulcano attivo in Costa Rica. Il Cessna Caravan era decollato dall'aeroporto internazionale Juan Santamaría di San José alle 11:38, lungo la rotta per Tamarindo. Alle 11:55 i piloti effettuarono una sosta intermedia a La Fortuna per far sbarcare un turista giapponese. Il volo ripartì alle 12:05 per un volo dalla durata prevista di 35 minuti, se non che andò a sbattere con il vulcano Arenal, alto 5380 piedi (1650 m), circa 200 m (656 piedi) sotto il cratere. Tutti gli 8 passeggeri e 2 membri dell'equipaggio a bordo persero la vita.[5]
- 28 novembre 2001 - Un altro Grand Caravan sbatté contro il Cerro Chontal, una montagna sempre della Costa Rica. Al momento dell'incidente mancavano circa quattro minuti all'atterraggio su una collina boscosa del Cerro. L'aereo sembrava essere fuori dal normale percorso di avvicinamento per Quepos. Morirono entrambi i piloti e 1 passeggero, ma 5 passeggeri riuscirono a cavarsela venendo poi salvati il giorno successivo.[6]